# Castell Nou de Nàpols
El Castell Nou (en italià, Castel Nuovo), conegut popularment com a Maschio Angioino (literalment, «mascle angeví»), és un castell de la ciutat italiana de Nàpols, antiga residència reial.
L'edificació data de l'època de Carles I d'Anjou, qui, en accedir al tron dels regnes de Nàpols i Sicília el 1266, va traslladar la capital des de Palerm a Nàpols. Malgrat que ja existien a la ciutat el Castel dell'Ovo i el Castel Capuano, Carles va voler una nova seu per a la seva cort.
El 1279, començaren les obres sota la direcció de l'arquitecte francès Pierre de Chaule, i foren acabades després de tres anys. Arran de les revoltes originades per les Vespres sicilianes, el castell va quedar deshabitat fins al 1285, quan el va ocupar Carles II d'Anjou.
El 1294, fou escenari de l'abdicació del papa Celestí V i l'elecció de Bonifaci VIII. Sota el regnat de Robert I de Nàpols (1309-1343), el castell va ser ampliat i embellit. El 1347, va ser saquejat per les tropes de Lluís I d'Hongria i va haver de ser restaurat.
Durant el regnat d'Alfons el Magnànim, de la dinastia aragonesa, el seu castlà fou Arnau Sanç, i la fortalesa fou reforçada per a resistir els atacs de l'artilleria, llavors una nova arma d'atac. Alfons hi establí la cort i hi visqué de manera continuada, governant des de Nàpols els estats de tota la Corona d'Aragó. Va ser llavors quan van construir-se la gran Sala dels Barons, amb volta estrellada, projectada per Guillem Sagrera, i l'arc triomfal de l'entrada principal, amb projecte i escultures de Francesco Laurana.
El castell va ser atacat novament el 1494 per l'exèrcit de Carles VIII de França, en el curs de la Primera Guerra de Nàpols, i novament atacat el 1503 per les tropes de Pere Navarro, sota les ordres de Gonzalo Fernández de Córdoba, durant la Segona Guerra de Nàpols (1501-1504). Llavors, Nàpols va quedar novament annexionada a la Corona d'Aragó, aquest cop com a virregnat, i el castell perdé la condició de residència reial.
El 1734, quan Carles III d'Espanya va prendre possessió del tron de Nàpols, va tornar a ser palau reial.

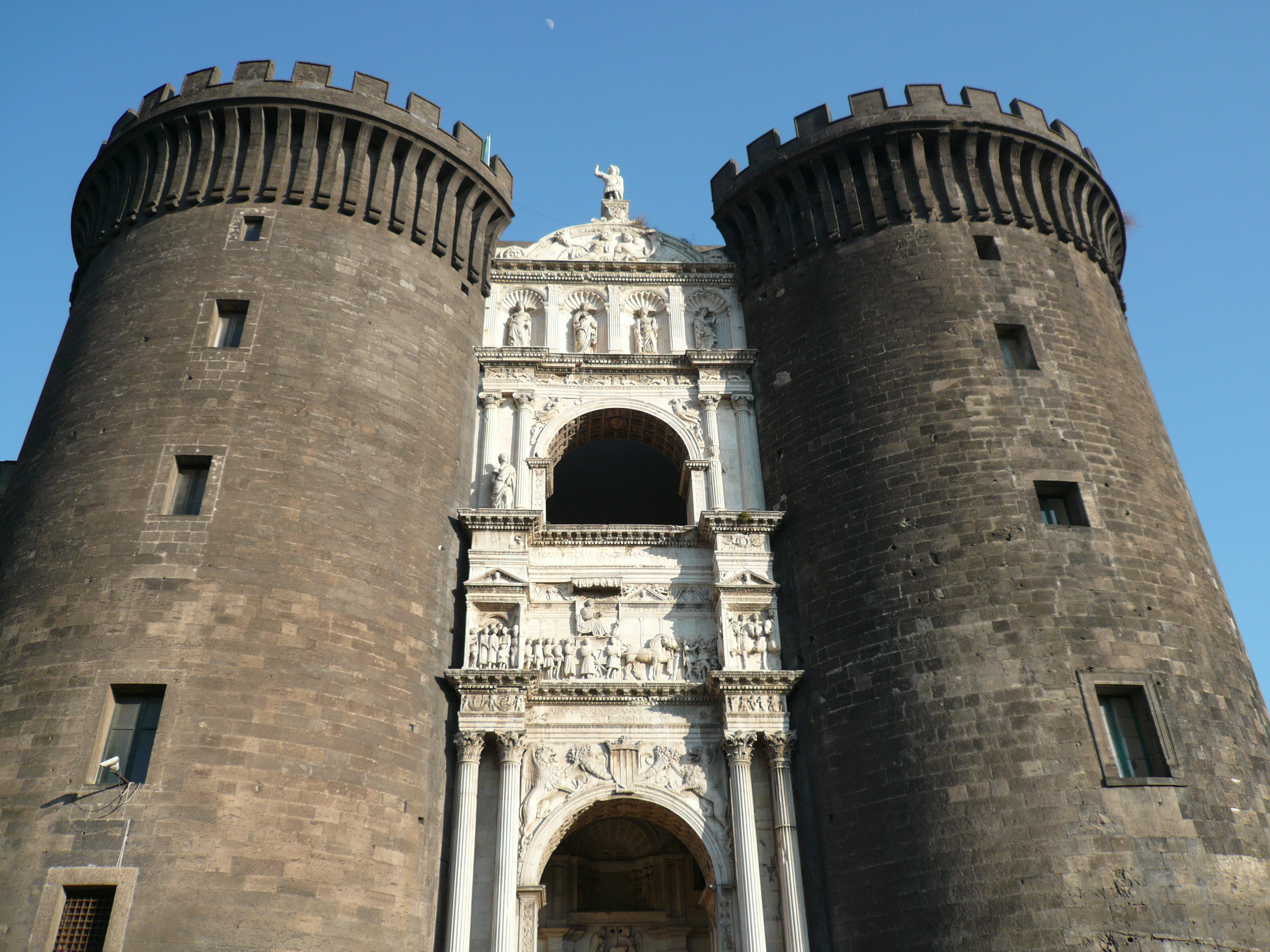
Arc triomfal de Francesco Laurana, entre les torres del Mig i de la Guàrdia.
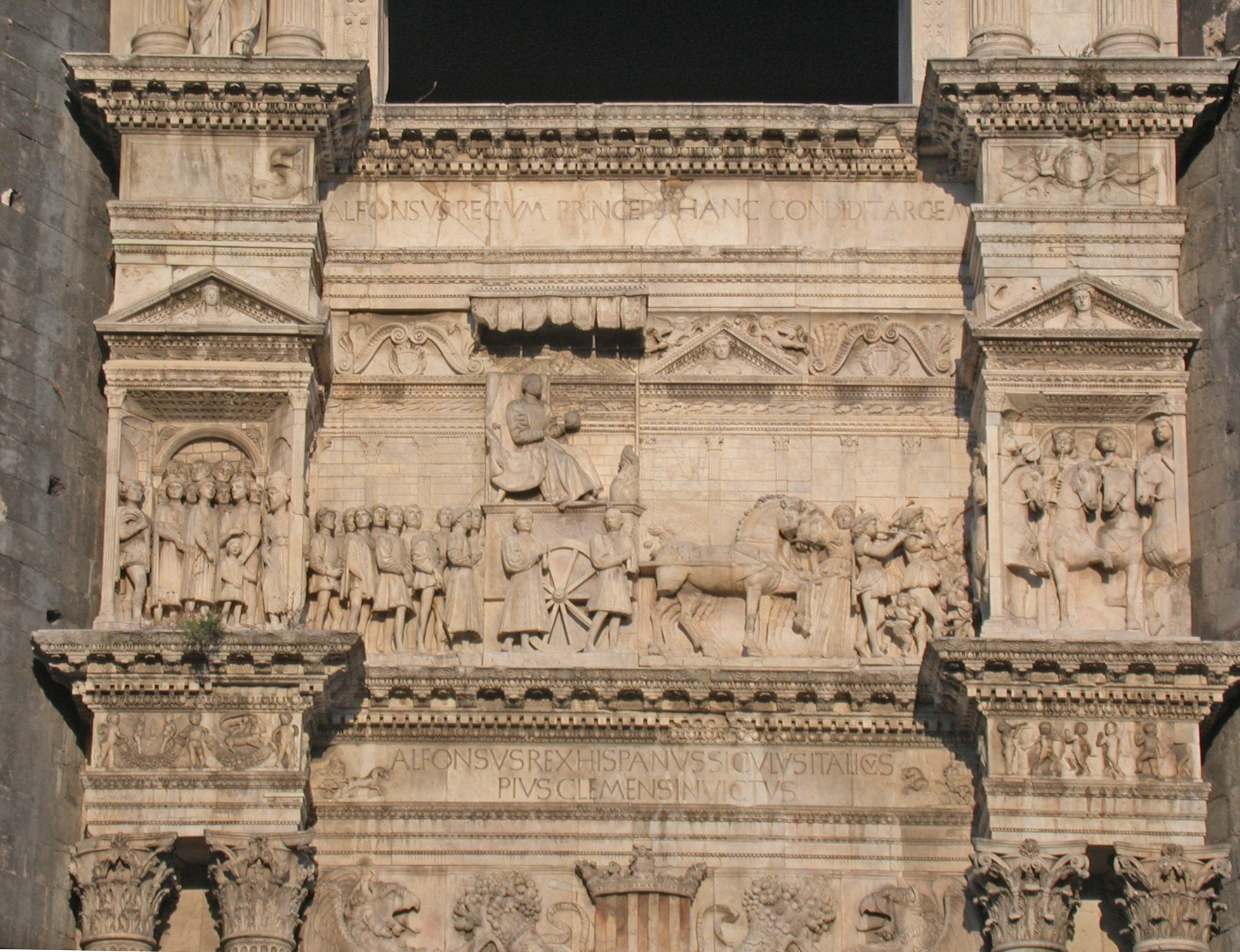
Relleus de l'arc de triomf, esculpits per Laurana.
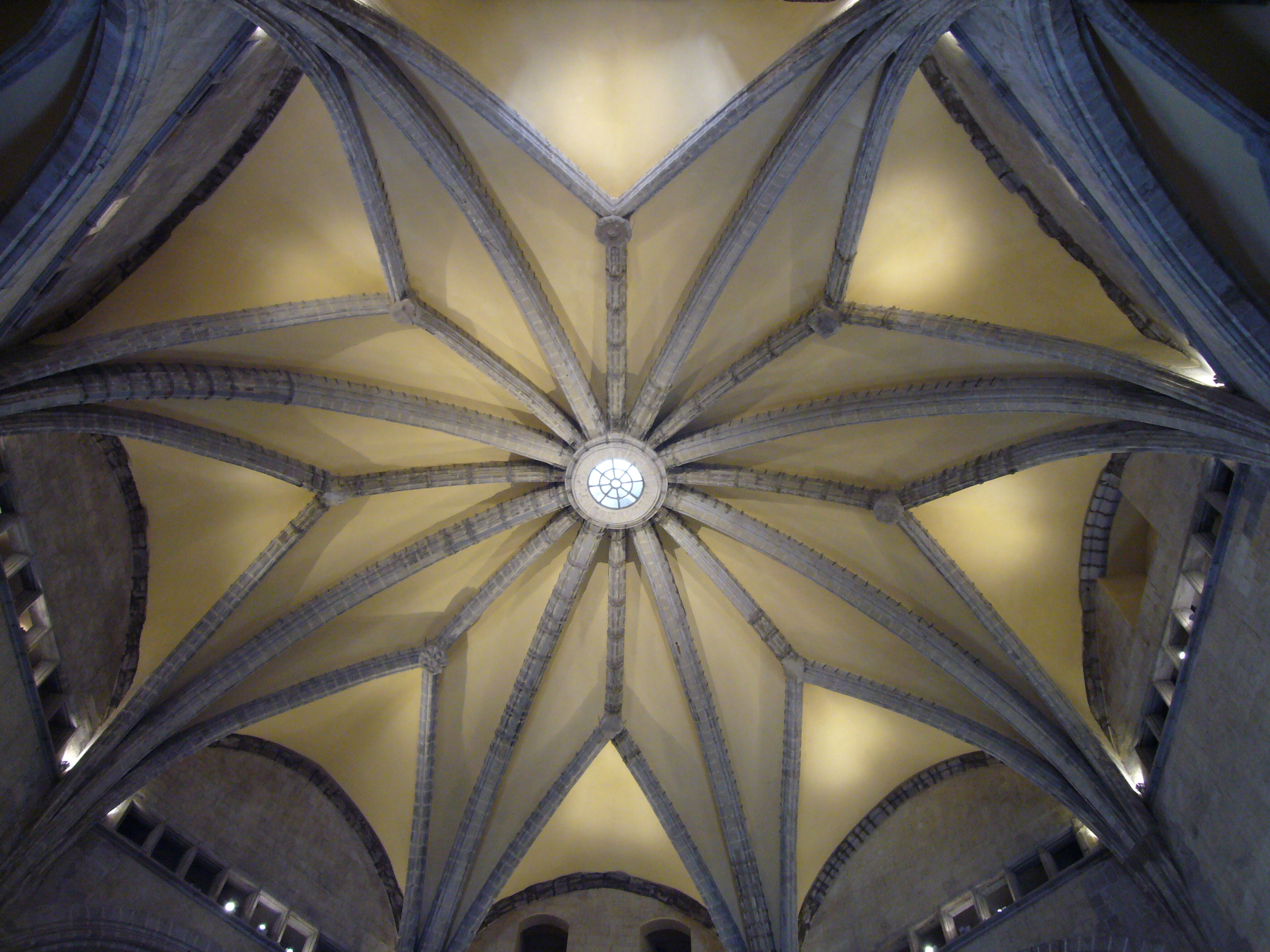
Volta de la Sala dels Barons, de Guillem Sagrera.